# 贝尔奈-维尔贝
贝尔奈-维尔贝（法語：Bernay-Vilbert，法語發音：[bɛʁnɛ vilbɛʁ] ⓘ）是法国塞纳-马恩省的一个市镇，属于普罗万区。该市镇于1972年由原市镇布里地区贝尔奈（Bernay-en-Brie）和维尔贝（Vilbert）合并而成。

## 地理
贝尔奈-维尔贝（48°40'33"N, 2°56'16"E）面积16.92 平方千米，位于法国法蘭西島大區塞纳-马恩省，该省份为法国北部内陆省份，北起瓦兹省，西接埃松省、马恩河谷省、塞纳-圣但尼省和瓦兹河谷省，南至卢瓦雷省，东南接约讷省，东临马恩省和奥布省，东北接埃纳省。
与贝尔奈-维尔贝接壤的市镇（或旧市镇、城区）包括：吕米尼-内勒-奥尔莫、布里地区罗宰、万勒、布里地区绍姆、库尔帕莱、丰特奈-特雷西尼。
贝尔奈-维尔贝的时区为UTC+01:00、UTC+02:00（夏令时）。

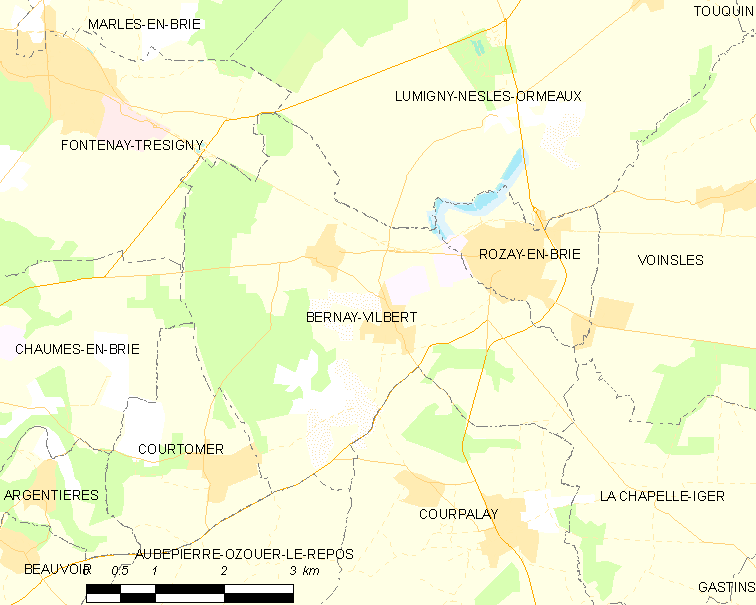
贝尔奈-维尔贝的OSM定位图

## 行政
贝尔奈-维尔贝的邮政编码为77540，INSEE市镇编码为77031。

## 政治
贝尔奈-维尔贝所属的省级选区为丰特奈-特雷西尼县。

## 人口

1962-2008年间贝尔奈-维尔贝人口变化图示

贝尔奈-维尔贝于2022年1月1日时的人口数量为991人。